# Iluminatti
Iluminatti (estilizado como IlumiNATTI) es el álbum de estudio debut de la cantante dominicana Natti Natasha, lanzado a través de los sellos discográficos Pina Records y Sony Music Latin el 15 de febrero de 2019. El álbum inicialmente generó cinco sencillos: «Quién sabe», «Me gusta», «Lamento tu perdida», «Pa' mala yo», «La mejor versión de mí». Iluminatti debutó en el número tres de la lista estadounidense Top Latin Albums de Billboard con 7000 unidades vendidas, lo que la convierte en la semana de apertura más grande para un álbum latino de una artista femenina desde El dorado de Shakira. Después del lanzamiento del álbum, se lanzaron «Te lo dije», «Obsesión» y «Oh Daddy» como los sencillos promocionales junto a videos musicales.

## Antecedentes
Natasha anunció que su álbum se titularía Iluminatti y se lanzará el 15 de febrero de 2019. En una entrevista con Billboard, Natasha describió el álbum como empoderamiento a la mujer, traer amor y luz al mundo. En la entrevista, Natasha explicó el origen del título del álbum, Iluminatti, sintió que era correcto, ya que "ilumi" significa luz, y agregó "natti" como parte de su nombre artístico.
Antes del lanzamiento del álbum, Natasha mostró en su cuenta de Instagram nuevas canciones, como «Era necesario», «Deja tus besos» y «Obsesión».
El 2 de febrero de 2019, Natasha se unió a la cantante puertorriqueña Kany García en la gira "Tour Soy Yo" para interpretar «Soy mía» en el Coliseo José Miguel Agrelot.

## Sencillos
Se lanzó el primer sencillo oficial del álbum, «Quien sabe», fue lanzado el 21 de junio de 2018. Dicho video musical fue grabado en una iglesia, mientras que la canción destaca por ser una bachata.
El segundo sencillo, «Me gusta» fue lanzado en diciembre de 2018. El tercer sencillo, «Pa' mala yo», fue lanzado el 10 de enero de 2019. «La mejor versión de mí» fue lanzada como cuarto sencillo.

## Sencillos promocionales
El primer sencillo promocional del disco, «Quien Sabe», fue lanzado el 22 de junio de 2018.

## Lista de canciones
| Iluminatti |                                |                            |                                                |          |  |
| N.º        | Título                         | Escritor(es)               | Productor(es)                                  | Duración |  |
| 1.         | «Era necesario»                | Natalia Gutiérrez          | Natti Natasha, Gaby Music y Fortuna La Super F | 3:36     |  |
| 2.         | «Deja tus besos»               | Gutiérrez                  | Natasha y Gaby Music                           | 3:08     |  |
| 3.         | «Obsesión»                     | Gutiérrez                  | Natasha y Gaby Music                           | 3:13     |  |
| 4.         | «Pa' mala yo»                  | Gutiérrez                  | Mambo Kingz y DJ Luian                         | 3:41     |  |
| 5.         | «Oh Daddy»                     | Gutiérrez                  | Natasha, Gaby Music y Fortuna La Super F       | 2:58     |  |
| 6.         | «Soy mía» (con Kany García)    | Gutiérrez y Kany García    | Natasha y Mambo Kingz                          | 3:41     |  |
| 7.         | «Me gusta»                     | Gutiérrez y Simon Restrepo | Natasha, DJ Lucian y Gaby Music                | 3:17     |  |
| 8.         | «No voy a llorar»              | Gutiérrez                  | Natasha, Mambo Kingz y DJ Lucian               | 3:50     |  |
| 9.         | «Toca toca»                    | Gutiérrez                  | Natasha y Gaby Music                           | 3:07     |  |
| 10.        | «Independiente»                | Gutiérrez                  | Natasha y Gaby Music                           | 3:06     |  |
| 11.        | «Lamento tu pérdida»           | Gutiérrez                  | Natasha, Gaby Music y Fortuna La Super F       | 3:41     |  |
| 12.        | «Te lo dije» (con Anitta)      | Gutiérrez y Restrepo       | Natasha y Gaby Music                           | 3:12     |  |
| 13.        | «Ya lo sé»                     | Gutiérrez                  | Natasha, Gaby Music y Fortuna La Super F       | 3:17     |  |
| 14.        | «Quién sabe»                   | Gutiérrez y Restrepo       | Natasha                                        | 4:29     |  |
| 15.        | «Devórame»                     | Gutiérrez y Restrepo       | Natasha y Gaby Music                           | 3:26     |  |
| 16.        | «La mejor versión de mí»       | Gutiérrez y José Inzunza   | Natasha                                        | 3:14     |  |
| 17.        | «Oh Daddy» (Spanglish Version) | Gutiérrez                  | Natasha, Gaby Music y Fortuna La Super F       | 2:57     |  |

Notas
- «Oh Daddy» contiene una interpolación de «Donna» de Ritchie Valens.[4]
- Créditos de composición adaptados de Warner/Chappell Music.[5]
- Créditos de producción adaptados de las notas del álbum.[4]

## Posicionamiento en listas
| Listas (2019)                                  | Mejor posición |
| ---------------------------------------------- | -------------- |
| Estados Unidos (Billboard 200)                 | 149            |
| Estados Unidos (Top Latin Albums)              | 3              |
| Estados Unidos Latin Rhythm Albums (Billboard) | 3              |
| España (PROMUSICAE)                            | 96             |